# Violette AC
Violette Athletic Club – haitański klub piłkarski z siedzibą w mieście Port-au-Prince, stolicy państwa.

## Osiągnięcia
- Mistrz Haiti (6): 1939, 1957, 1968, 1983, 1995, 1999
- Puchar Haiti (Coupe d'Haïti) (2): 1939, 1951
- Puchar Mistrzów CONCACAF: 1984